# 道格·伯克
道格拉斯·兰伯特·伯克（英語：Douglas Lambert Burke，1957年3月30日—），美国前男子水球运动员。他曾代表美国国家队参加1984年夏季奥林匹克运动会水球比赛，获得一枚银牌。